# John Reed (mécène)
Pour les articles homonymes, voir Reed et John Reed.
John Harford Reed, né le 10 décembre 1901 à Evandale (Australie) et mort le 5 décembre 1981 à Heidelberg (Australie), est un éditeur et mécène australien, connu pour son soutien à l'art australien et à la culture de son pays, de concert avec son épouse Sunday Reed.

## Biographie
Reed naît à Logan, près d'Evandale, au sud de Launceston, en Tasmanie, et est l'un des sept enfants de la famille. Sa plus jeune sœur, Cynthia, épouse plus tard Sidney Nolan, artiste et graveur. En 1911, les Reed quittent Launceston pour l'Angleterre afin de promouvoir l'éducation de leurs enfants. Lorsque la Première Guerre mondiale éclate, ils retournent en Tasmanie pour s’installer avec la grand-mère de John Reed à Mount Pleasant, un manoir à Prospect, en Tasmanie. Son grand-père est Henry Reed. Il fréquente la Geelong Grammar entre 1915 et 1920 et  étudie ensuite le droit à l’université de Cambridge.
Après avoir obtenu son diplôme, il retourne en Australie pour exercer le droit à Melbourne, où il rencontre Sunday Baillieu. Ils se marient le 13 janvier 1932. En 1934, ils achètent une ancienne ferme laitière dans la plaine inondable de la rivière Yarra à Bulleen, une banlieue de Melbourne, connue sous le nom de Heide. Un certain nombre d'artistes modernistes, connus sous le nom de cercle de Heide, viennent vivre et travailler à Heide à différentes époques au cours des années 1930, 1940 et 1950, devenant ainsi le lieu de peinture de nombreuses œuvres parmi les plus célèbres. Albert Lee Tucker, Sidney Nolan et Joy Hester, entre autres, ont tous travaillé à Heide. Nolan peint sa célèbre série d'œuvres de Ned Kelly dans le salon de la demeure.

### Mort
Reed  meurt chez lui le 5 décembre 1981, cinq jours avant son 80e anniversaire et presque un mois avant son 50e anniversaire de mariage. Sunday Reed meurt dix jours après son mari, le 15 décembre.